# لول (مسلسل)
لول (بالإنجليزية: LOL ComediHa!)‏ هو مسلسل تلفزيوني كوميدي صامت كندي من تأليف بيير باكين ودينيس سافارد. تم عرضه لأول مرة في يوليو 2011. المسلسل من بطولة ريال بوس، مارتن درينفيل، أنطوان فيزينا، سيلفي مورو، شارلين روير وجولي مينارد. يتم بثه على كوميدي نيتورك و سي تي في تو باللغة الإنجليزية في كندا. وتم إصدار خمس مواسم منه حتي الآن
لول مسلسل يقدم مقاطع كوميدية بصرية دون حوار. يبلغ طول كل مقطع 15 إلى 90 ثانية. لأن سلسلة لديها القليل من الحوار إلى لا، يمكن أن تباع في أسواق متعددة دون حاجز لغوي ؛ إنها سلسلة أساسية لشبكة Estrella TV الأمريكية الناطقة باللغة الإسبانية.

## روابط خارجية
- "lol:-)". IMDb.com. مؤرشف من الأصل في 2020-11-12. اطلع عليه بتاريخ 2017-09-30.